# Бабан (княжество)
Эмират Бабан (курд. میرنشینی بابان) — курдское княжество, существовавшее с 1649 по 1850 год на территории современного Ирака и западного Ирана. Столицей эмирата Бабан был город Сулеймания. Современные курдские, а также персидские источники называют этот эмират Бабан или аль-Бабан, в то время как турецкие источники называют княжество Бабанлар или Бабанзаделар. В XVII-XIX веках эмират принимал активное участие в Ирано-турецких войнах. Был ликвидирован после ряда восстаний в 1850 году.

## История

### Происхождение рода Бабан
Имеется несколько версий происхождение рода Бабан. Правители Бабана приписывали себе происхождение от франкской женщины Кеган, которая была взята в плен в битве. В 1500 году встречается упоминание о курдском вожде по имени Пир Бадак Баби. Большинство авторитетных источников считают основателем княжеской семьи Ахмада Факиха или Факи Ахмада. Его сын Баба Сулейман был уже облечен властью, а внук — Сулейман-бек пользовался огромным авторитетом во всем Шахризуре.

### Войны с Ираном
После поражения персидской армии в битве при Чылдыране в 1514 году бо́льшая часть курдских государств попала под влияние османов.
В 1554 году территорию современного Иракского Курдистана завоевали османские войска Сулеймана I, а в 1638 году Мурад IV захватил у Сефевидов Багдад и завершил завоевание турками Ирака. Курдские вожди (в том числе из рода Бабан) сохраняли определённую автономию в обмен на обеспечение безопасности границы Османской империи от иранского нападения. Принц Сулейман-бек захватил город Киркук и перенёс туда столицу из Кара-Чолана. В 1694 году он вторгся в Иран, победив войска княжества Ардалан. Османский султан Мустафа II в благодарность за это даровал ему наследственные права правителя эмирата Бабан.
В начале XVIII века эмират был подчинен Багдадскому пашалыку, однако зависимость эмиратов от османских властей была номинальной. В 1723—1746 годах эмиры Бабана принимали активное участие в войнах Османской империи против Ирана.

### Междоусобные войны

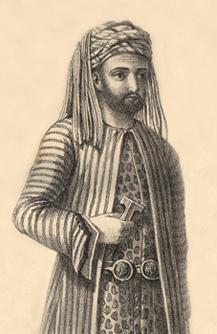
Омар Ага (офицер армии Эмира Бабана Махмуда-Паши), 1820

С 1750 по 1847 год эмират Бабан находился в конфликте с другими курдскими княжествами (например, Соран и Бохтан), а также выступал против централизации османских властей.
На рубеже XVIII—XIX веков эмират Бабан был втянут в гражданскую войну в соседнем курдском эмирате Соран.
В 1781 году Махмуд-паша построил город Сулеймания и перенёс туда свою столицу.

### Борьба за независимость
XIX век в Курдистане отмечен рядом крупных восстаний эмиров Бабана против власти Османской империи. С 1806 по 1818 год проходило восстание под предводительством Абдурахмана-паши. В 1844 году поднял восстание Ахмед-паша. Восстание продолжалось в течение 3 лет, но потерпело поражение от коалиции османских сил и курдских племен. В 1847 году багдадский правитель Неджиб-паша разбил Ахмеда-пашу в битве недалеко от Коя. После этого область Шахризур была присоединена к Османской империи.
После боев с турками за независимость Южного Курдистана последний принц Абдаллах-паша оставил в 1850 году Сулейманию. В настоящее время в Юго-Восточном Курдистане живут многочисленные потомки бабанского рода.

## Культура

Флаг Курдистана

Правители Бабана поощряли культурные и литературные мероприятия в своей области. В первой половине XIX века под покровительством эмиров Бабана была учреждена школа поэзии, в которой классический курдский поэт Нали был центральной фигурой.

## Список правителей
1. Пир Бадак Баби, 1500-е годы
2. Баба Сулейман
3. Сулейман-бек
4. Факи Ахмад, 1649—1670
5. Сулейман Баба, 1670—1703
6. Кхана Мухамед-паша, 1721—1731
7. Наваюб Халди-паша, 1732—1742
8. Наваюб Селим-паша, 1742—1754
9. Наваюб Сулейман-паша, 1754—1765
10. Мухамад-паша, 1765—1775
11. Абдулла-паша, 1775—1777
12. Ахмад-паша, 1777—1780
13. Махмуд-паша, 1780—1782
14. Ибрагим-паша, 1782—1803
15. Абдурахман-паша, 1803—1813
16. Махмуд-паша, 1813—1834
17. Сулейман-паша, 1834—1838
18. Ахмад-паша, 1838—1847
19. Абдаллах-паша, 1847—1850